# Marine Corps Intelligence
Le Marine Corps Intelligence est le service de renseignement militaire du Corps des Marines des États-Unis et fait partie de la communauté du renseignement des États-Unis. Le directeur du renseignement supervise le département du renseignement de HQMC et est responsable de la politique, des plans, de la programmation, des budgets et de la supervision du personnel du renseignement et des activités de soutien au sein de l'US Marine Corps ainsi que de la supervision de la Marine Corps Intelligence Activity (MCIA). Le Département soutient le commandant du Corps des Marines (CMC) dans son rôle de membre du collège des chefs d'état-major interarmées (JCS), représente le service en matière de communauté interarmées et de renseignement et exerce une supervision sur le MCIA. 
Le département est responsable du personnel des services du renseignement géospatial (GEOINT), du renseignement géospatial avancée (AGI), du renseignement électromagnétique (SIGINT), du renseignement humain (HUMINT), du Contre-espionnage (CI) et s'assure qu'il existe une seule stratégie synchronisée pour le développement du Marine Corps Intelligence, Surveillance and Reconnaissance (ISR) Enterprise. 
Le MCIA, situé à Hochmuth Hall (voir Bruno Hochmuth), fournit des renseignements et des services sur mesure au Marine Corps, à d'autres services et à la communauté du renseignement sur la base des profils des missions expéditionnaires dans les zones littorales. Il soutient le développement de la doctrine du service, de la structure des forces, de la formation et de l'éducation et de l'acquisition. 

## Activité de renseignement du Marine Corps
Le Marine Corps Intelligence Activity (MCIA), créé en 1987 est le siège des activités sur le terrain du United States Marine Corps et un membre de la United States Intelligence Community. Le MCIA se décrit comme «un élément vital de la communauté du renseignement militaire et fonctionne de manière collégiale et efficace avec d'autres agences de services et avec les centres de renseignement conjoints des chefs d'état-major interarmées et des commandements unifiés ». 
La mission d'activité de renseignement du Marine Corps consiste à fournir des informations au Marine Corps et à la communauté du renseignement américain. Ces services sont basés sur les profils des missions expéditionnaires dans les zones littorales. Le MCIA soutient le développement de la doctrine du service, de la structure des forces, de la formation et de l'éducation et de l'acquisition. 
Le MCIA détermine quelles missions le Corps doit effectuer ainsi que les personnes qui devront être formées pour cette mission. Le MCIA est en partenariat avec l'Office of Naval Intelligence et l'Office of Coast Guard Intelligence du National Maritime Intelligence-Integration Office ainsi que de la Marine Corps Base Quantico à Quantico, en Virginie. 
Le MCIA a le contrôle administratif du Marine Cryptologic Support Battalion, qui soutient la National Security Agency. Il dispose de trois bataillons de transmissions intégrés aux unités en mission.
Lors de sa création, le MCIA s'appelait le Marine Corps Intelligence Command (MCIC), créé en 1987 par le commandant du Marine Corps, le général Alfred M. Gray, Jr. 
Il a créé le MCIC pour remédier au manque de soutien du renseignement expéditionnaire pour les politiques, les acquisitions et les opérations, car chacun des autres centres de renseignement de service se concentrait uniquement sur leurs besoins. Le colonel Walter Breede III en a été le premier directeur. 
L'étude phare du Centre, "Planning and Programming Factors for Expeditionary Operations in the Third World", a été publiée par le Marine Corps Combat Development Command (MCCDC) en mars 1990, et était inhabituelle, s'appuyant exclusivement sur des sources d'information ouvertes pour créer une matrice de 143 facteurs de zone de mission qui pourraient être évalués objectivement par rapport à cinq degrés de difficulté et pour être publiés comme une étude non classifiée plutôt que classifiée. 

## Marine Corps Intelligence, Surveillance and Reconnaissance Enterprise (MCISR-E)
Le MCISR-E est une entreprise de guerre qui soutient la prise de décision grâce à la fourniture de renseignements sur mesure qui sont opportuns, pertinents et prédictifs. L'entreprise soutient la prise de décision institutionnelle à travers à la fois la fourniture de renseignements pertinents et l'intégration complète de la fonction de guerre de renseignement dans les concepts d'exploitation, les décisions structurelles et les investissements matériels. La construction multi-domaines, collaborative et mondiale du MCISR-E offre un avantage crucial à travers le spectre pour les MAGTF déployées et utilisant CONUS. 
Ce qui motive le MCISR-E n'est pas la crise du moment mais plutôt, l'incorporation d'un processus d'analyse prédictive "24/7/365" avec la portée mondiale des centres de renseignement MAGTF soutenus par l'activité de renseignement du Marine Corps (MCIA) ainsi que sa connectivité avec les agences de soutien au combat (ASC) et la National Intelligence Community (IC). Pour assurer sa viabilité, le Marine Corps Intelligence continuera de rester vigilant face à un environnement de menace complexe et techniquement sophistiqué et évoluera en saisissant les opportunités technologiques pour accroître les capacités et les capacités du MCISR-E. Une main-d'œuvre intelligente, en uniforme et civile, ancre le MCISR-E avec les compétences, le sens professionnel et l'expertise fonctionnelle qui le caractérisent comme un contributeur de classe mondiale aux missions du Corps. 

## Histoire
Le Département du renseignement a été créé le 27 avril 2000 par le général James L. Jones, commandant de l'USMC. 

### Plan de renseignement de 1994
Une relance majeure du renseignement du Corps des marines a eu lieu en 1994, souvent appelé le «plan Van Riper» du nom du directeur du renseignement de l'époque. Le plan Intel a été annoncé en mars 1995 via le message All Marine (ALMAR) 100/95. 

## Directeurs du renseignement
- Lieutenant-colonel Earl Hancock Ellis, décembre 1920 - octobre 1921
- Inconnu. Novembre 1921 - mars 1939
- Major David A. Stafford, avril 1939 - août 1940
- Capitaine William B. Steiner, août 1940 - octobre 1940
- Major Harold D. Harris, octobre 1940 - juin 1942
- Lieutenant-colonel John C. McQueen, juin 1942 - septembre 1943
- Major John W. Scott, Jr., septembre 1943 - janvier 1944
- Lieutenant-colonel George J. Clark, janvier 1944 - septembre 1944
- Lieutenant-colonel Edmond J. Buckley, 44 septembre - décembre 1944
- Colonel James J. Keating, décembre 1944 - décembre 1945
- Colonel Edmond J. Buckley, décembre 1945 - février 1946
- Lieutenant-colonel Henry H. Crockett, février 1946 - avril 1946
- Colonel Walter S. Osipoff, avril 1946 - mars 1948
- Colonel Albert Arsenault, mars 1948 - juin 1948
- Colonel Floyd R. Moore, août 1951 - juillet 1954
- Colonel Wilber J. McKenny, juillet 1954 - août 1955
- Colonel Robert A. Black, septembre 1955 - août 1956
- Colonel Robert E. Hommel, septembre 1956 - juin 1957
- Colonel Bankson T. Holcomb Jr., juillet 1957 - septembre 1957
- Brigadier-général James M. Masters, père, septembre 1957 - août 1960
- Colonel John F. Carey, août 1960 - juin 1961
- Général de division Carl A. Youngdale, juin 1961 - juillet 1962
- Général de division Robert E. Cushman, Jr., juillet 1962 - juin 1964
- Colonel Randolph Carter Berkeley, Jr., juin 1964 - juin 1965
- Major-général Michael P. Ryan, juin 1965 - mars 1966
- Colonel Robert A. Mercant, Jr., mars 1966 - août 1966
- Général de division William R. Collins, août 1966 - octobre 1966
- Colonel Robert A. Merchant, Jr., octobre 1966 - juin 1967
- Colonel John S. Canton, juillet 1967 - août 1967
- Général de division Carl W. Hoffman, août 1967 - décembre 1967
- Colonel John S. Canton, janvier 1968 - novembre 1968
- Colonel Stone W. Quillian, novembre 1968 - septembre 1972
- Colonel Lyle V. Tope, octobre 1972 - septembre 1973
- Colonel William Wentworth, octobre 1973 - août 1975
- Colonel Charles T. Williamson, août 1975 - décembre 1977
- Colonel John J. Donahue, janvier 1977 - août 1979
- Major-général Clyde D. Dean, août 1979 - mars 1981
- Brigadier-général Harry T. Hagaman, avril 1981 - juin 1982
- Brigadier-général George H. Leach, juin 1982 - mai 1983
- Brigadier-général Lloyd W. Smith, mai 1983 - juin 1985
- Brigadier-général Frank J. Breth, juin 1985 - juin 1988
- Brigadier-général James D. Beans, juillet 1988 - juillet 1989
- Major-général John A. Studds, août 1989 - juin 1991
- Général de division Harry W. Jenkins, juin 1991 - avril 1993
- Général de division Paul K. Van Riper, avril 1993 - juillet 1995
- Major-général David A. Richwine, juin 1995 - juillet 1997
- Général de division Joseph T. Anderson, juillet 1997 - mars 1998
- Brigadier-général Robert M. Shea, juillet 1998 - juillet 2000
- Brigadier-général Michael E. Ennis, août 2000 - janvier 2004
- SES Michael H. Decker, janvier 2004 - juin 2005
- Brigadier-général Richard M. Lake, juin 2005 - juillet 2009
- Brigadier-général Vincent R. Stewart, juillet 2009 - juillet 2013
- Brigadier-général Michael S. Groen, juillet 2013 - juin 2016
- Brigadier-général William H. Seely III, juin 2016 - mai 2017
- Brigadier-général Dimitri Henry, mai 2017 - présent

## Histoire ancienne
On pense généralement que le Marine Corps Intelligence a été créé lorsque le CMC a créé le M-2 en 1939. Selon le mémo de l'état-major 1-1939, daté du 21 avril 1939, CMC a réorganisé la division des opérations et de la formation comme division des plans et des politiques. La nouvelle division a conservé les mêmes subdivisions que l'ancienne avec les désignations de numéro standard d'un personnel général ou commandant, mais désignée "M" plutôt que "G." Sous la supervision d'un directeur, la Division contenait la norme M-1, personnel; M-2, renseignement; M-3, formation; et M-4, sections d'approvisionnement et d'équipement et M-5, section des plans de guerre, qui devait être abolie à l'automne 1941, les fonctions M-5 étant absorbées par M-3. 
Certains font remonter la création de Marine Corps Intelligence à 1920 parce que la Division des opérations et de la formation, qui a été créée par un ordre du Marine Corps du 1er décembre 1920 et peut avoir été basée sur un CMC, daté de 19 déc 1918, intitulé: "La section Organisation de la planification, 2385 / 130-30". Il était composé des sections Opérations, Formation, Enseignement militaire, Renseignement militaire et Aviation. Cette section de l'IM est considérée par certains comme la création du renseignement du Marine Corps. Le brigadier général Logan Feland a choisi le lieutenant-colonel Earl Hancock «Pete» Ellis, pour être le premier directeur de la section MI en décembre 1920.